# 委内瑞拉签证政策
外國公民入境 委内瑞拉 前必須取得签证，除享有豁免簽證資格的國家的公民外。

## 分布地圖

委内瑞拉签证政策
委内瑞拉
免签证（可用身份证入境）
免签证
需要签证

## 免簽證

### 身份證或護照入境
以下國家的國民可免簽證進入委內瑞拉，且可憑身份證或護照中任一證件入境。
- 阿根廷
- 巴西
- 智利
- 巴拉圭（未決定）
- 乌拉圭（未決定）

### 護照入境
以下国家的国民可以免签证进入委内瑞拉：
- 欧盟[1]：
  -  奥地利
  -  比利时
  -  保加利亚
  -  賽普勒斯
  -  捷克
  -  丹麦
  -  爱沙尼亚
  -  芬兰
  -  法國
  -  德国
  -  希腊
  -  匈牙利
  -  爱尔兰
  -  義大利
  -  拉脫維亞
  -  立陶宛
  -  盧森堡
  -  馬爾他
  -  荷蘭
  -  波蘭
  -  葡萄牙
  -  羅馬尼亞
  -  斯洛伐克
  -  斯洛維尼亞
  -  西班牙
  -  瑞典
  -  英国
- 安道尔
- 安地卡及巴布達
- 加拿大
- 哥伦比亚
- 多米尼克
- 格瑞那達
- 香港
- 冰島
- 伊朗
- 牙买加
- 日本
- 列支敦斯登
- 马来西亚
- 墨西哥
- 摩納哥
- 新西兰
- 挪威
- 巴拿马
- 俄羅斯[2]
- 圣卢西亚
- 圣基茨和尼维斯
- 圣马力诺
- 南非
- 瑞士
- 千里達及托巴哥
- 土耳其

### 特殊規定
- 中华人民共和国：30天免簽證，僅限外交、公務、公務普通護照持有者。[3]

## 禁止入境
由於委内瑞拉不承認科索沃，委内瑞拉政府禁止 科索沃公民入境或過境。